# Astragalus goldmanii
Astragalus goldmanii es una especie de planta del género Astragalus, de la familia de las leguminosas, orden Fabales.

## Distribución
Astragalus goldmanii se distribuye por México.

## Taxonomía
Fue descrita científicamente por M. E. Jones. Fue publicada en Rev. N.-Amer. Astragalus: 281 (1923).